# Cristhian López
Cristhian Arturo López García (Guadalajara, Jalisco, México; 2 de junio de 1992), es futbolista mexicano. Juega como portero en el Inter Playa del Carmen de la Liga Premier de Ascenso de México.

## Trayectoria
Inicio jugando en el Chivas San Rafael de la Tercera División de México en 2007, el siguiente año paso al Club Deportivo Guadalajara de la misma categoría y llegó tener participación con el equipo de la Segunda División de México. Para la temporada 2009-10 estuvo con el equipo Sub-17 y llegó a tener actuaciones con la categoría Sub-20, además fue registrado con Chivas Rayadas, de la segunda división, con quienes no tuvo participación. En el 2011 pasó a jugar durante un año y medio con el equipo filial del Club Deportivo Irapuato de la Segunda División de México. 
En el segundo semestre del 2012 pasó a jugar con el equipo Sub-20 del Club Santos Laguna y un año después, en julio del 2013, fue inscrito con el primer equipo para disputar el Torneo Apertura 2013. El 30 de noviembre de 2013, Santos venció de visitante por marcador de 0-1 al Club León en el Estadio León y así se coronó campeón del Torneo Apertura 2013 Sub-20. Obtuvo los campeonatos de la Copa México Apertura 2014, Torneo Clausura 2015 y Campeón de Campeones  con el primer equipo.

## Palmarés

### Campeonatos nacionales
| Título                            | Club               | País   | Año     |
| --------------------------------- | ------------------ | ------ | ------- |
| Primera División de México Sub-20 | Club Santos Laguna | México | A-2013  |
| Copa México                       | Club Santos Laguna | México | A-2014  |
| Primera División de México        | Club Santos Laguna | México | C-2015  |
| Campeón de Campeones              | Club Santos Laguna | México | 2014-15 |